# Olgierd Annusewicz
Olgierd Andrzej Annusewicz – polski politolog, doktor habilitowany nauk społecznych, adiunkt na Wydziale Nauk Politycznych i Studiów Międzynarodowych Uniwersytetu Warszawskiego.

## Kariera naukowa
20 grudnia 2006 r. uzyskał stopień doktora nauk humanistycznych w dyscyplinie nauk o polityce na ówczesnym Wydziale Dziennikarstwa i Nauk Politycznych UW na podstawie pracy Instrumenty komunikowania politycznego w demokracji, której promotorką była Grażyna Ulicka. 26 października 2020 r. uzyskał stopień doktora habilitowanego nauk społecznych w dyscyplinie nauk o polityce i administracji na Uniwersytecie Kardynała Stefana Wyszyńskiego (UKSW).
Należał do kadry naukowo-dydaktycznej dawnego Instytutu Nauk Politycznych UW, a po jego likwidacji i reorganizacji wydziału w 2019 r. znalazł się w zespole Katedry Socjologii i Marketingu Politycznego.
Kierownik projektu badawczego Political Communication on the Internet (2014) finansowanego przez Google Polska. W latach 2010–2019 wygłaszał referaty m.in. w Madrycie, Pradze, Turynie, Lecce, Nottingham, Szawle.
W swojej pracy naukowej zajmuje się głównie komunikowaniem, komunikowaniem politycznym, mediami społecznościowymi oraz zarządzaniem konfliktami. Jako nauczyciel akademicki prowadzi zajęcia z zakresu retoryki i erystyki, sztuki negocjacji, komunikacji politycznej, zarządzania marką, wywierania wpływu i innych przedmiotów, których wspólnym mianownikiem jest komunikacja.

## Życie zawodowe
W życiu zawodowym, poza karierą wykładowcy akademickiego, zajmuje się m.in. skutecznym komunikowaniem, przygotowywaniem do wystąpień publicznych i prezentacji. Uczy, jak efektywnie korzystać z narzędzi retoryki i erystyki - w  wystąpieniach publicznych, medialnych, sprzedażowych, w relacjach z klientami. Doradza, jak efektywnie komunikować się z klientem, jak przekonywać do swoich racji oraz jak nie dać sobą manipulować. Zajmuje się także doradztwem w sytuacjach kryzysowych. Doradza w obszarze kształtowania wizerunku i prezentacji marketingowych. Zarządzał projektem rebrandingu jednej z firm konsultingowych specjalizującej się w zarządzaniu projektami, następnie przez pięć lat odpowiadał w niej za marketing i wspierał pion HR. Jako konsultant wspiera budowanie i funkcjonowanie zespołów projektowych. Jest autorem narzędzi do efektywnego planowania rozwoju zawodowego członków zespołów projektowych. Był członkiem zespołów ds. Kryzysowych, zatem ma doświadczenie na gruncie zarządzania informacją w sytuacjach kryzysowych. Opracowywał procedury komunikowania kryzysowego, przygotowywał i prowadził szkolenia z komunikacji w sytuacjach kryzysowych. Jest też autorem modelu zarządzania ryzykiem komunikacyjnym związanym z realizacją projektów oraz zmian społecznych.
Szkolił i doradzał osobom pracującym w organizacjach pozarządowych, politycznych, naukowych oraz biznesowych w tym: Abbot Labboratories, AIG Bank, Allianz Polska, Baker&McKenzie, Bayer Healthcare, BIK, Bumar Łabędy, Cadbury Wedel, Carrywater Consulting, Celon Pharma, Commercial Union (Aviva), Compensa, Frito Lay Poland, Glaxo, Krajowa Szkoła Administracji Publicznej, K&K Kulikowska i Kulikowski, KMD, ING Bank Śląski, Jeronimo Martins, Lafarge, Nordea, Ministerstwo Finansów, Ministerstwo Spraw Wewnętrznych i Administracji, Ministerstwo Nauki i Szkolnictwa Wyższego, Netia, Bank PEKAO, Pepsi-Cola General Bottlers Poland, PGE Energia Ciepła, Polskie Linie Lotnicze LOT, RK Legal, SAP Hybris, Squire&Sanders, Syncron, Torfarm, Polska Telefonia Cyfrowa,  Śnieżka, Volvo Polska Samochody Ciężarowe, Zepter International Poland. Ma też doświadczenie w szkoleniu za granicą, w języku angielskim.